# Peter Christian Hansen

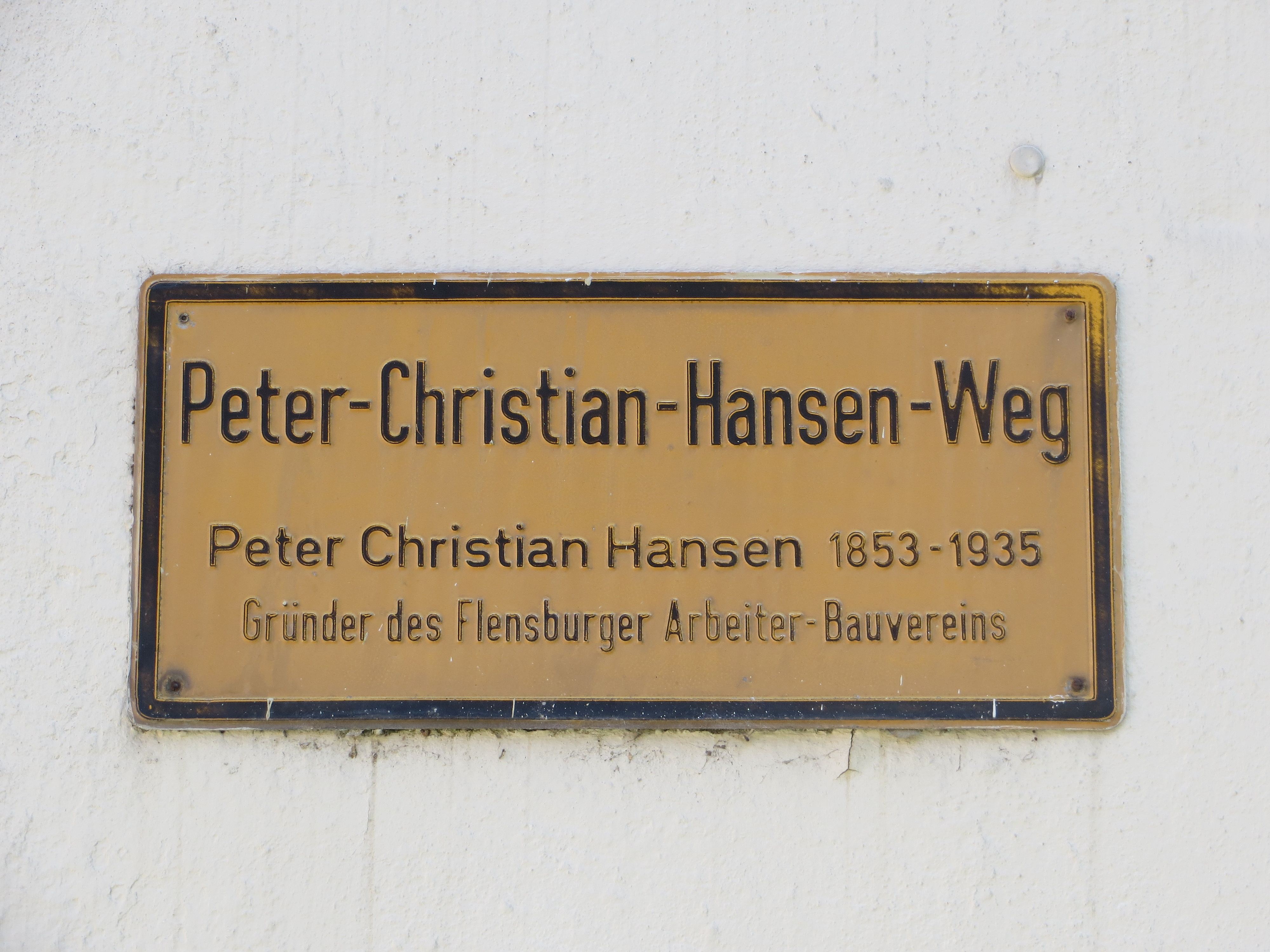
Gedenkschild beim Peter-Christian-Hansen-Weg in Flensburg.

Peter Christian Hansen (* 12. März 1853 in Flensburg; † 20. Oktober 1935) war ein deutscher Sozialpolitiker in Schleswig-Holstein.

## Leben
Hansen war Landesversicherungsrat in Schleswig-Holstein. Er engagierte sich ehrenamtlich für Arbeitsbeschaffung, in der Gefangenenfürsorge, im Armenwesen, im Kampf gegen Alkoholismus, vor allem aber für den Kleinwohnungsbau. Auf seine Initiative hin wurde im Jahr 1878 der Flensburger Arbeiter-Bauverein (FAB) gegründet. Dieser wurde später Vorbild zur Gründung anderer Genossenschaften in Schleswig-Holstein, so 1889 für den Arbeiterverein für Gaarden, Kiel und Umgebung und 1900 den Kieler Bau- und Sparverein. Es entwickelte sich in den folgenden Jahren ein ganzes Netz an Baugenossenschaften. Hansen betrieb 1900 auch die Gründung des Verbandes schleswig-holsteinischer Wohnungsbaugenossenschaften, heute Verband norddeutscher Wohnungsunternehmen, den er als Verbandsdirektor bis 1922 führte.
In seiner Heimatstadt Flensburg erhielt ihm zu Ehren der Peter-Christian-Hansen-Weg seit 1952 seinen Namen. In Kiel wurde die Peter-Hansen-Straße nach ihm benannt.

## Schriften (Auswahl)
- Baut Arbeiter-Wohnungen! Eine Aufforderung an die Städte Schleswig-Holsteins. C. H. Wittmaack'sche Buchhandlung, Flensburg 1878.
- Schleswig-Holstein, seine Wohlfahrtsbestrebungen und gemeinnützigen Einrichtungen. Universitäts-Buchhandlung, Kiel 1882 (Digitalisat).
- Die Erziehung verwahrloster Kinder in Schleswig-Holstein: ein Beitrag zu der Frage: Familien- oder Anstalts-Erziehung? In: Zeitschrift des Nordwestdeutschen Vereins für Gefängnisswesen, Heft 9 (1882)
- Die Unfallversicherung der deutschen Arbeiter zur See. Simion, Berlin 1883.
- Die Wohnungsverhältnisse in den größeren Städten: nach einem Vortrage, gehalten in Altona am 4. November 1882. Winter, Heidelberg 1883 (Sammlung von Vorträgen für das deutsche Volk; 9,2).
- Statistische Zusammenstellung der Aktiengesellschaften in Schleswig-Holstein. Jensen, Kiel 1884 (Digitalisat).
- Die Frau im Arbeiterhaushalt: Vortrag für den fünften Volksunterhaltungsabend in Kiel von 24. März 1889. A. F. Jensen, Kiel 1889.
- Das Invaliditäts- und Altersversicherungsgesetz in seiner Bedeutung für den Arbeiterstand. Eckardt, Kiel 1894.
- Die Erweiterung des Handarbeitsunterrichts für nicht vollsinnige und verkrüppelte Personen. Duncker & Humblot, Leipzig 1902 (Schriften des Deutschen Vereins für Armenpflege und Wohltätigkeit; 60).
- August Sartori, ein Kieler Grosskaufmann: Vortrag, gehalten am 13. Nov. 1904. Verlag der Nord-Ostsee-Zeitung, Kiel 1904.
- Ostsee- und Nordseefahrten: Libau und Rotterdam; Vortrag, gehalten im Gesellschaftshause junger Kaufleute in Kiel am 21. Oktober 1906. Kiel 1906.
- Praktisches Christentum im Staatsleben: die Grundzüge der deutschen Arbeitsversicherung. Verlag der Agentur des Rauhen Hauses, Hamburg 1906 (Lehr und Wehr für’s deutsche Volk; 22).
- Fünfundzwanzig Jahre reichsgesetzlicher Arbeiterfürsorge. Rauhes Haus, Hamburg-Horn 1906.
- Die Bekämpfung der Tuberkulose in Schleswig-Holstein. Druck von G. F. Pfingsten, Itzehoe 1906.
- Arbeiterversicherung und Alkohol: Festvortrag in Flensburg 1907, Hamburg 1907.
- Jugend-Bewegung und Alkohol-Bekämpfung in Schweden: ausführliche und in Einzelheiten ergänzte Wiedergabe eines vom Verfasser im November 1907 in Kiel gehaltenen Vortrages. Verlag von O.V. Böhmert, Dresden 1908.
- Sommerpflege und Ferienkolonie: Vortrag, gehalten im Kieler Zweigverein des Vaterländischen Frauenvereins am 9. Januar 1909, Kiel 1909.
- Das Arbeitsnachweiswesen in Schleswig-Holstein, Hamburg und Lübeck: Vortrag, gehalten in der Versammlung des Verbandes nordelbischer Arbeitsnachweise am 12. Dezember 1909 zu Kiel. A. F. Jensen, Kiel 1910.
- Lebenserinnerungen: Geschichte einer Jugendfreundschaft, Hamburg 1912.
- Sechzig Jahre: Bruchstücke aus einer Schilderung meines Lebens. Handorff, Kiel 1913.
- Die Krankenversicherung der Volksschullehrer. In: Pädagogische Woche, Bd. 10 (1914), Heft 18, S. 277 (Digitalisat).
- Erinnerungen an Algerien: Vortrag, gehalten im Mansteinverein zu Schleswig am 22. April 1914. Buchdruckerei der „Schleswiger Nachrichten“, Schleswig 1914.
- Die Kinderheilstätte zu Bad Oldesloe. W. Brustat, Berlin-Schöneberg ca. 1915.
- zusammen mit Emil Höper: Drei Vorträge über Hinterbliebenen-Fürsorge, gehalten am 29. und 30. Nov. 1917 in Kiel. Vollbehr & Riepen, Kiel 1918.
- Zur Aufklärung über die soziale Fürsorge in Dänemark und in Deutschland. Apenrader Tageblatt, Apendrade 1919.
- Ein neuer Weg zur Kapitalbeschaffung für den Kleinwohnungsbau. Kiel 1921.
- Kai Detlev Sievers (Hrsg.): Eine Lebenswanderung: vom Leben und Schaffen eines achtzigjährigen Schleswig-Holsteiners. Gesellschaft für Flensburger Stadtgeschichte, Flensburg 1982 (Schriftenreihe der Gesellschaft für Flensburger Stadtgeschichte; 31).